# Bruch (Landschaftsschutzgebiet)
Das Gebiet Bruch ist ein vom Landratsamt Karlsruhe in Kombination mit zwei flächenhaften Naturdenkmalen durch Verordnung vom 7. November 2008 ausgewiesenes Landschaftsschutzgebiet auf dem Gebiet der Gemeinde Gondelsheim im Landkreis Karlsruhe.

## Lage und Beschreibung
Das 16,1 Hektar große Landschaftsschutzgebiet liegt etwa 1,7 km westlich von Gondelsheim am Hummelbrunnen und am Bruchgraben. Naturräumlich gehört es zum Kraichgau.
Das Flächenhafte Naturdenkmal Bruch liegt im Norden des Landschaftsschutzgebiets und umfasst 2,1 ha. Im Süden liegt das Flächenhafte Naturdenkmal Hofmannsbruch mit 4,3 ha.
Das Landschaftsschutzgebiet umfasst einen kleinen Landschaftsausschnitt mit Ackerflächen, Streuobstbeständen und Wiesen sowie kleineren Gehölzbeständen im Nordosten. Die Naturdenkmale umfassen Feuchtbiotope, wie einen Erlenwald im FND Hofmannsbruch und einen offenen Feuchtbiotopkomplex mit Seggenried, Schilfröhricht und Grauweidengebüsch im FND Bruch.

## Schutzzweck
Schutzzweck des Landschaftsschutzgebietes ist laut Schutzgebietsverordnung „die Sicherung, Erhaltung und Entwicklung eines erweiterten Schutzbereiches um die beiden flächenhaften Naturdenkmale sowie eines vielfältigen Ausschnittes einer historisch geprägten Kraichgaulandschaft sowie Rückführung von Fehlentwicklungen (z.B. Nadelholzaufforstungen auf ehemaligen Streuobstwiesen).“
Die Flächenhaften Naturdenkmale dienen der „Sicherung, Erhaltung und Entwicklung zweier von Quellbereichen und Feuchtigkeit geprägten Landschaftsausschnitte, die trotz der vielfältigen menschlichen Einflüsse in den zurückliegenden Jahrzehnten ein sehr hohes Entwicklungspotential besitzen. Durch eine standortangepasste Nutzung, Pflege und Biotopgestaltung sollen die Wert bestimmenden Lebensbereiche (Wiesen, Röhrichte, Gewässerabschnitte, Hecken) entwickelt werden. Besonderes Ziel für das flächenhafte Naturdenkmal „Hofmannsbruch“ ist die Entwicklung eines naturnahen Auwaldstandortes mit entsprechenden Baumarten (z. B. Erle, Esche, Traubenkirsche).“